# 喬治亞陸軍

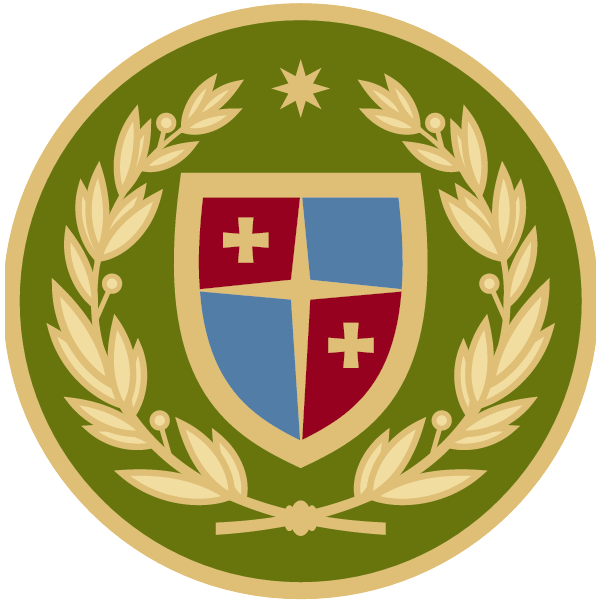
格鲁吉亚陆军徽标

喬治亞陸軍（格鲁吉亚语：საქართველოს სახმელეთო ძალები）是喬治亞軍的陸軍組織，是格鲁吉亚军队最大的分支。格鲁吉亚陆军模仿冷戰時代的蘇聯陸軍，稱為喬治亞陸上軍。

## 陸上軍司令部
- 陸上軍司令官
  - 人事参謀
  - 参謀長
    - G-1
    - G-2
    - G-3
      - 指揮中心

    - G-4
    - G-6

## 組織
- 陸上軍司令部

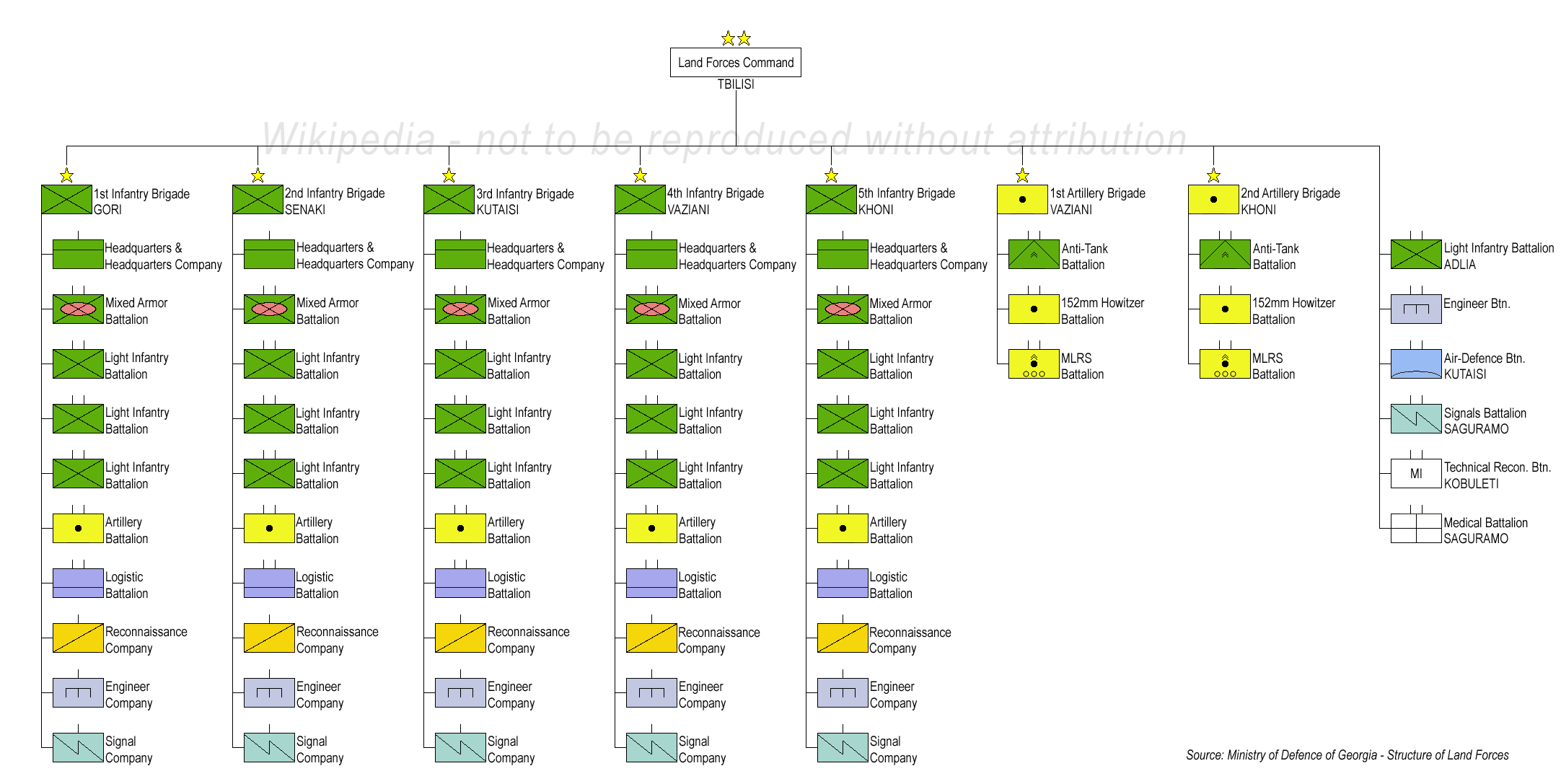
陸上軍編制

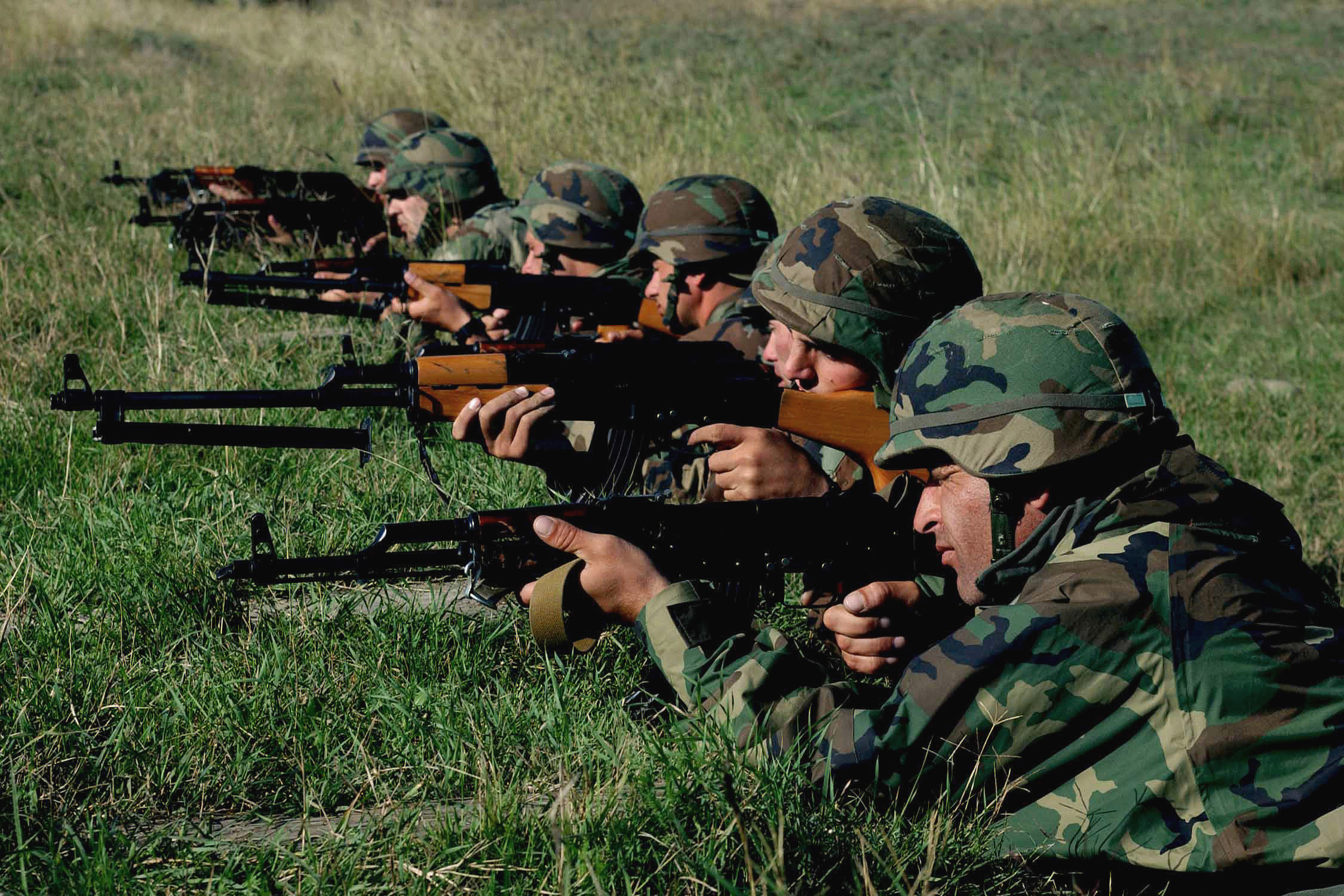
喬治亞陸上軍士兵

  - 第1步兵旅：Vaziani、Telavi
  - 第2步兵旅：Kutaisi、Batumi
  - 第3步兵旅：Gori、Akhaltsikhe
  - 第4步兵旅：提比里斯、Mukhrovani
  - 第5步兵旅：Khoni
  - 砲兵旅：Khoni
  - 特殊戰力旅：Kojori
  - 獨立輕步兵營：Saguramo
  - 獨立裝甲戰車營：Gori
  - 獨立防空營：Kutaisi
  - 通信大營：Saguramo
  - 技術偵察營：第比利斯
  - 憲兵營：第比利斯

## 裝備

喬治亞陸軍車輛
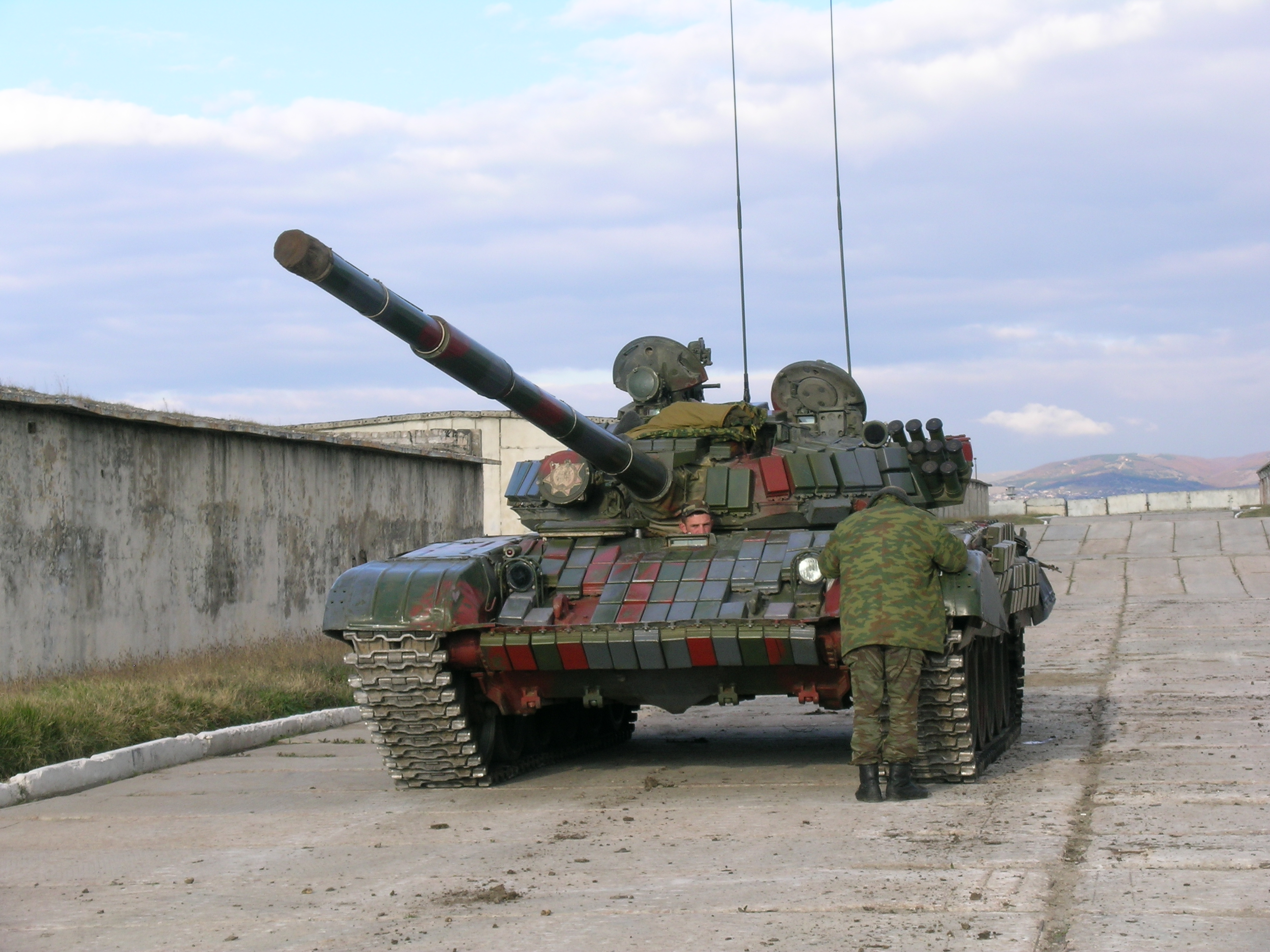
T-72BV
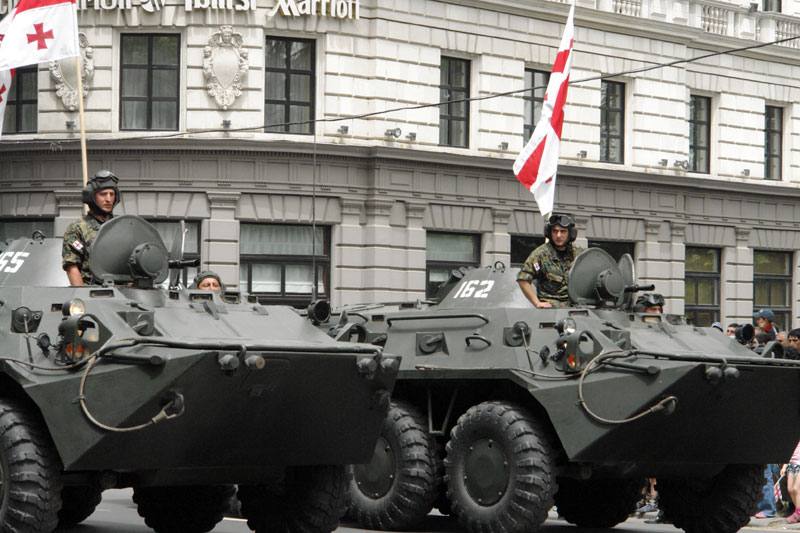
BTR-80
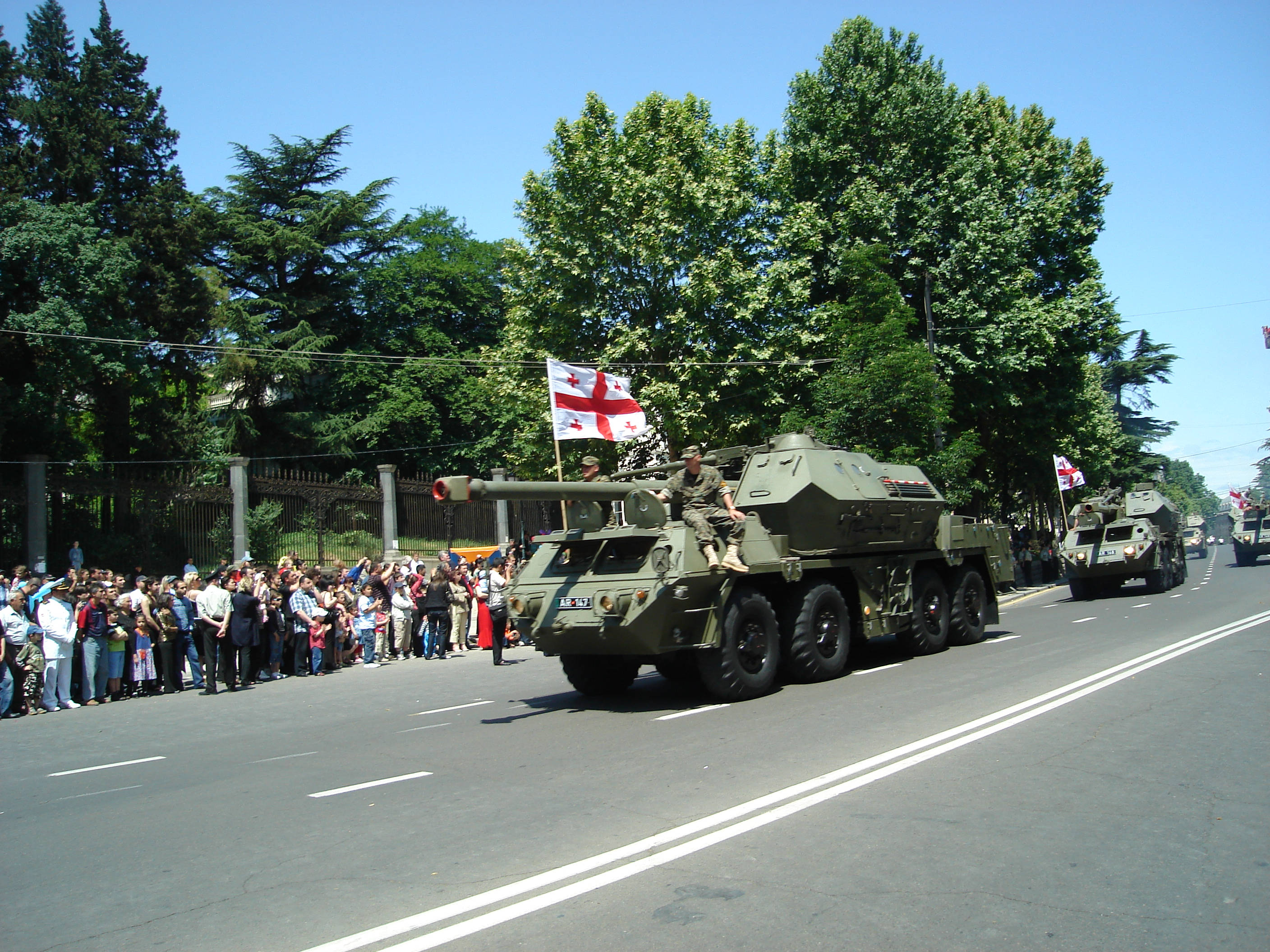
152mm自走榴彈砲 DANA

### 戰車
- T-72
- T-55

### 步兵戰鬥車
- BMP-1
- BMP-2

### 裝甲運兵車
- BTR-70
- BTR-80

### 自走砲
- 152mm自走榴彈砲DANA

### 槍械

#### 步槍
- 柯特M4A1
- 大毒蛇M4A3
- MKEK MPT-55
- AK-74
- AKM／AKMS
- PM md. 63／65
- AKS-74U
- AS Val

#### 衝鋒槍
- HK MP5

#### 狙擊步槍
- M24 SWS
- 薩科TRG-22／42
- DT SRS
- SVD
- VSS Vintorez
- IMI Galatz
- 巴雷特M95
- 麥克米蘭TAC-50
- 扎斯塔瓦M93
- 巴雷特M82A1／M107

#### 機槍
- M249 SAW
- IWI內蓋夫
- RPK
- M240
- PKM
- M134
- DShK
- NSV

#### 榴彈發射器
- AGS-17
- Mk 19

#### 散彈槍
- 伯奈利M4
- 莫斯伯格500

#### 手槍
- 格洛克17
- IWI傑里科941

### 反裝甲武器
- ／ RPG-7
- RPG-18
- RPG-22
- PDM-1
- RPO-A大黃蜂火箭筒
- AT4反坦克火箭筒
- 9K111 Fagot反坦克導彈
- 9K115-2麦士蒂索人-M反坦克导弹
- 9M133短號反坦克导弹
- FGM-148標槍飛彈
- RD-7地雷
- 索爾丹姆K6迫擊炮—18門

## 海外出兵

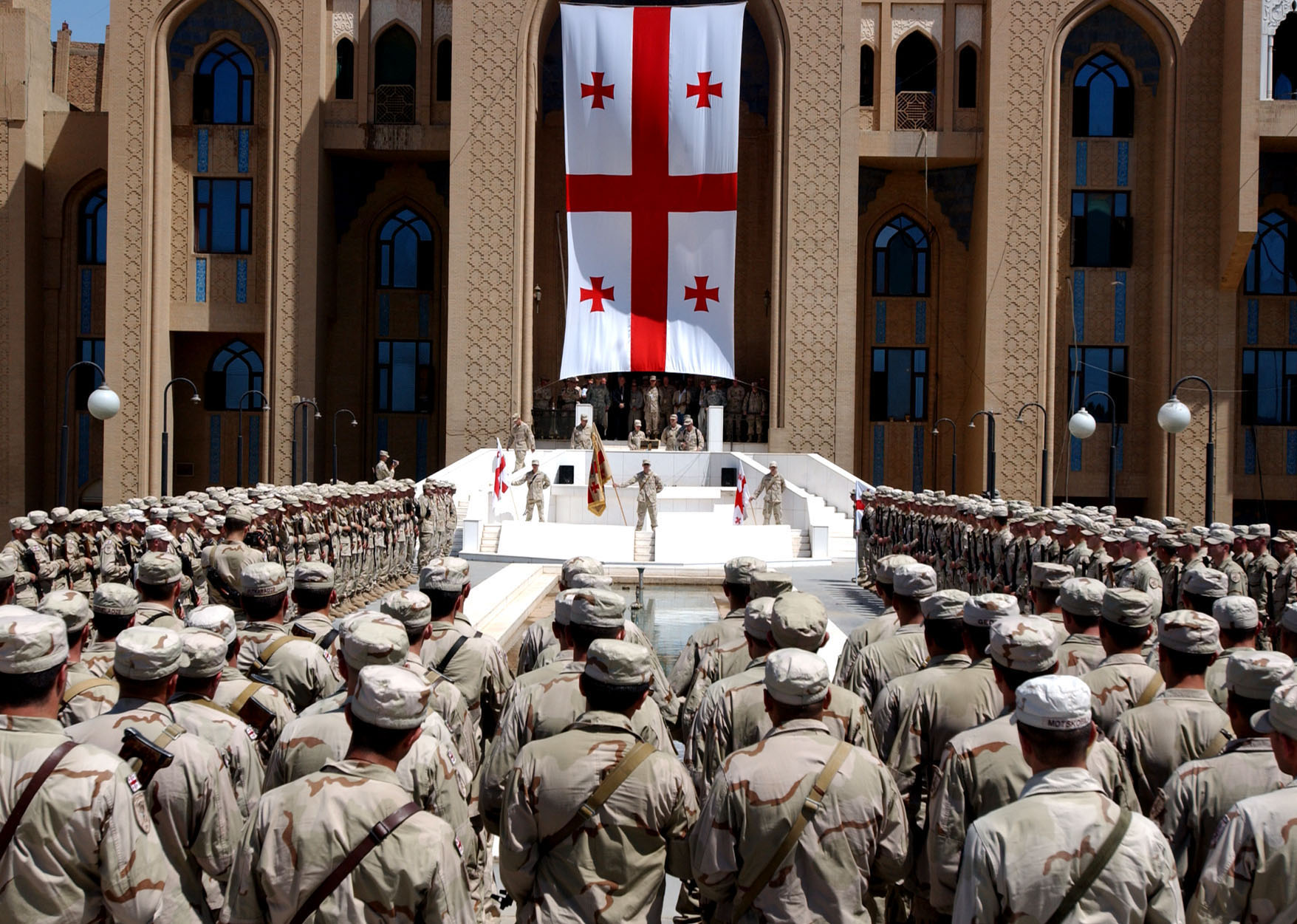
位於伊拉克的步兵第2旅第22營

喬治亞軍在伊拉克戰爭後派遣2,000名陸軍至伊拉克進行治安維持，但於2008年南奧塞提亞戰爭爆發後便撤回部隊。

## 外部連結
- （格鲁吉亚文）／（英文）喬治亞共和國國防部官方網頁（页面存档备份，存于）
- 喬治亞共和國軍